# Dynatus crassipes
Dynatus crassipes är en biart som först beskrevs av Cameron 1897.  Dynatus crassipes ingår i släktet Dynatus och familjen grävsteklar. Inga underarter finns listade i Catalogue of Life.